# 静岡県立浜北特別支援学校
静岡県立浜北特別支援学校（しずおかけんりつ はまきたとくべつしえんがっこう）は、静岡県浜松市浜名区中瀬にある県立特別支援学校。知的障害・肢体不自由を抱える児童・生徒を教育する。

## 設置学部
- 小学部
- 中学部
- 高等部（普通科）

## 沿革
- 1970年（昭和45年）4月1日 ‐ 浜北市立浜名小学校の特殊学級として浜北市於呂に設立
- 1972年（昭和47年）4月1日 - 浜北市立浜名小学校、および同市立浜名中学校の貴布祢分校として開校
- 1973年（昭和48年）4月1日 ‐ 浜北市立養護学校となる。小学部、および中学部を設置。
- 1974年（昭和49年）9月10日 ‐ 浜北市本沢合に移転
- 2005年（平成17年）
  - 4月1日 - 浜北市立浜北養護学校に改称
- 7月1日 ‐ 市町村合併により、浜松市立浜北養護学校に改称
- 2009年（平成21年）4月1日 - 県立移管により、静岡県立浜北特別支援学校として浜北区中瀬に開校。小学部、中学部、および高等部を設置。